# Фридрих III фон Кирбург
Фридрих III фон Кирбург (на немски: Friedrich III, Wildgraf in Kyrburg; † 14 ноември 1390) е вилдграф в Кирбург (над град Кирн) в Рейнланд-Пфалц.
Той е син на вилдграф Герхард II фон Кирбург-Шмидтбург († 1356) и съпругата му Уда фон Изенберг-Лимбург († 1361), дъщеря на Герлах II фон Лимбург († 1355) и Кунигунда фон Вертхайм († 1362). Брат е на вилдграф Герхард III фон Кирбург († 1408) и на Агнес фон Кирбург († сл. 1373), омъжена пр. 2 март 1357 г. за Емих II фон Даун-Оберщайн († 1372).

## Фамилия
Фридрих III фон Кирбург се жени 1377 г. за графиня Анастасия фон Лайнинген-Дагсбург († сл. 1408), дъщеря на граф Емих VI (V) фон Лайнинген-Харденбург († 1381) и Маргарета фон Хабсбург-Кибург († сл. 1381). Бракът е бездетен.
Анастасия фон Лайнинген-Дагсбург се омъжва втори път между 1 януари и 12 март 1396 г. за Йохан II фон Вестербург († 1410) и има с него три дъщери.